# 山田ゆな
山田 ゆな（やまだ ゆな）は、日本の女性声優。主にアダルトゲームに声をあてている。

## 人物
- 自身がパーソナリティを務める『おもしろミノリ放送局』にて、minori社長の酒井伸和氏等から酒豪であると言われている[要出典]。
- 最近は山に篭り声優として鍛練しているが、収録の時は山から出てくるらしい[要出典]。

## 出演
太字はメインキャラクター。

### アダルトゲーム

#### 2000年代
- ef - the first tale.（2006年、雨宮優子）
- ef - the latter tale.（2008年、雨宮優子）
- 昇龍戦姫 天夢（2008年、風魔麗奈）
- echo.（2009年、木野下美琴）
- eden* PLUS+MOSAIC（2009年、エリカ）

#### 2010年代
- 天使の日曜日（2010年、雨宮優子）
- ことり Love Ex P（2010年、水越眞子）
- D.C. Dream X'mas 〜ダ・カーポ〜 ドリームクリスマス（2010年、水越眞子）
- あるぴじ学園1.5（2010年、ビャッコ、ヤマトナデシコ）
- せきさば! 〜私立せきがはら学園女子サバイバルゲーム部〜（2011年、楠琴葉）
- 12の月のイヴ（2014年、椎名みずか）
- 魔女こいにっき（2014年、藤田崑崙[1]）
- 神のラプソディ（2015年、ラルグレイア[2]）
- クロノクロック（2015年、城之内真琴[3]）
- 乙女が彩る恋のエッセンス（2016年、天城咲夜[4][5]）- 2作品
- アマツツミ（2016年、恋塚愛[6]）
- お嬢様の半分は恋愛で出来ています!（2017年、皇坂銀子[7]）

#### 2020年代
- 青春フラジャイル（2020年、桜宮響希[8]）

### コンシューマーゲーム
- 魔女こいにっき Dragon×Caravan（2015年、藤田崑崙[9]）
- アマツツミ（2018年、恋塚愛[10]）

### ドラマCD
- ef - a fairy tale of the two. ドラマCD vol.1 - 4、SP1（2006年 - 2007年、雨宮優子）
- ef - a fairy tale of the two. ドラマCD 冬スペ「雨宮優子の贈り物」（2007年、雨宮優子）
- ef - a fairy tale of the two. ドラマCD DX1「夕と優子の幸せな冬」（2008年、雨宮優子）
- クロノクロック ドラマCD（2014年、城之内真琴）

### ラジオ
※はインターネット配信。
- おもしろミノリ放送局（2006年 - 2007年、音泉）
- ゆみこ&ゆうなのえふメモらじお（2008年、音泉）- 第51・52回パーソナリティ

## ディスコグラフィ

### キャラクターソング
| 発売日         | 商品名                      | 歌                 | 楽曲                 | 備考                         |
| -------------- | --------------------------- | ------------------ | -------------------- | ---------------------------- |
| 2016年12月28日 | アマツツミ Vocal Collection | 恋塚愛（山田ゆな） | 「妹だから恋をする」 | PCゲーム『アマツツミ』関連曲 |